# Unipol
Die Unipol Gruppo S.p.A. ist ein italienisches Versicherungs- und Finanzdienstleistungsunternehmen mit Sitz in Bologna. Das Unternehmen ist an der Borsa Italiana im Leitindex FTSE MIB notiert.

## Geschichte
Ab 2000 begann die Unipol Gruppo durch Übernahmen anderer italienischer Versicherungsunternehmen zu expandieren. Darunter waren z. B.: die MEIE Assicurazioni, AURORA Assicurazioni, NAVALE Assicurazioni, BNL Vita  und MMI Group.
2003 erwarb Unipol die Unternehmensbereiche des schweizerischen Unternehmens Winterthur, die sich auf den italienischen Versicherungsmarkt erstreckten. Das Unternehmen hatte damals rund 6,5 Millionen Kunden.
Die zur Gruppe gehörende UnipolSai ist nach der Assicurazioni Generali das zweitgrößte Versicherungsunternehmen Italiens. Es entstand im Dezember 2013 aus der Fusion der Versicherungsunternehmen Fondiaria-Sai mit der Milano Assicurazioni, Unipol Assicurazioni und Premafin. Sie startete mit dem Jahr 2014 und ist im FTSE MIB gelistet. Des Weiteren ist die Gruppe noch mit den Unternehmen Linear und Unisalute im Versicherungswesen tätig.

## Gruppe Unipol
Die Gruppe besteht hauptsächlich aus den Sparten:
- UnipolSai Assicurazioni, Versicherungen
- Linear Assicurazioni, Direktverkauf von Versicherungen über Internet und Telefon
- UniSalute, Krankenversicherungen
- Linear Life, Lebensversicherungen
- Unipol Banca, federführendes Unternehmen aus dem Zusammenschluss mehrerer Banken
- Arca, Verkauf von Lebens- und Schadensersatzversicherungen über verschiedene Banken
- Banca Sai, Bankwesen

## Aktionärsstruktur
Mit Stand von 6. Juni 2025 waren folgende Hauptaktionäre bekannt:
| Aktionär                           | Kontrollierende Entität            | Anzahl Aktien | Anteil in % | Stimmrechte | Stimmrechte in % |
| ---------------------------------- | ---------------------------------- | ------------- | ----------- | ----------- | ---------------- |
| Coop Alleanza 3.0 Soc. Coop.       | Coop Alleanza 3.0 Soc. Coop.       | 168,460,842   | 23.480%     | 311,178,668 | 29.586%          |
| Holmo S.p.A.                       | Holmo S.p.A.                       | 48,320,654    | 6.735%      | 96,141,308  | 9.141%           |
| Nova Coop Soc. Coop.               | Nova Coop Soc. Coop.               | 48,894,385    | 6.815%      | 95,602,706  | 9.090%           |
| Cooperare S.p.A.                   | Cooperare S.p.A.                   | 30,829,322    | 4.297%      | 57,277,400  | 5.446%           |
| Coop Liguria Soc. Coop. di Consumo | Coop Liguria Soc. Coop. di Consumo | 25,601,718    | 3.568%      | 51,203,436  | 4.868%           |
| Coop Lombardia soc. coop.          | Coop Lombardia soc. coop.          | 18,970,710    | 2.644%      | 34,756,420  | 3.305%           |